# Cardabiodon
Cardabiodon (/ˌkɑːrdəbaɪədɒn/; wat 'Cardabia-tand' betekent) is een geslacht van uitgestorven grote makreelhaaien dat ongeveer 95 tot 91 miljoen jaar geleden leefde tijdens het Cenomanien tot Turonien van het Laat-Krijt. Het is een lid van de Cardabiodontidae, een familie die uniek is onder de makreelhaaien vanwege de verschillende tandstructuren, en bevat de twee soorten Cardabiodon ricki en Cardabiodon venator. Fossielen van Cardabiodon zijn gevonden in Australië, Noord-Amerika, Engeland en Kazachstan. Het was waarschijnlijk een antitropische haai die leefde in gematigde neritische en voor de kust liggende oceanen tussen veertig en zestig graden paleolatitude, vergelijkbaar met de moderne haringhaai.
Cardabiodon, een van de grootste haaien van zijn tijd, was naar schatting 5,5 meter lang. Het kan een toproofdier in zijn ecosysteem zijn geweest en zal waarschijnlijk zijn grote, robuuste tanden en snelle zwemvermogen hebben gebruikt om op een verscheidenheid aan zeedieren te jagen, waaronder plesiosauriërs, ichthyosauriërs en andere grote vissen. Cardabiodon had ook een erg zwaar en gedrongen lichaam. Wetenschappers zijn er gedeeltelijk in geslaagd de levensgeschiedenis van de haai te berekenen. Bij de geboorte waren individuen van Cardabiodon tussen de 41-76 centimeter lang en ze bereikten geslachtsrijpheid rond de leeftijd van vijf tot zeven jaar, maar er zijn geen definitieve schattingen gemaakt van de maximale levensduur van Cardabiodon.

## Taxonomie

### Ontdekking en naamgeving
Cardabiodon werd beschreven aan de hand van een weinig verspreid fossiel dat werd ontdekt in het zuidelijke Carnarvon-bekken van de Gearle Siltstone, dat zich bevindt in Cardabia, een veestation in West-Australië, door paleontoloog Mikael Siverson, die zijn bevindingen in 1999 publiceerde. Deze vindplaats dateert uit het Cenomanien van het Laat-Krijt, ongeveer 96 tot 94,7 miljoen jaar geleden. Dit exemplaar, dat is gecatalogiseerd als WAM 96.4.45, bestond oorspronkelijk uit een verzameling van honderd tanden en vijftien wervels en vertegenwoordigde een subadulte haai; latere expedities naar dezelfde plaats hebben nog vier tanden teruggevonden die tot hetzelfde exemplaar behoorden. Siverson erkende het specimen als een holotype voor een nieuw geslacht en kende het de wetenschappelijke naam Cardabiodon ricki toe. De geslachtsnaam Cardabiodon is een samenvoeging van de locatienaam Cardabia en het Oudgriekse ὀδών (odoon, ‘tand’); bij elkaar betekenen ze 'Cardabia-tand'. Het specifieke epitheton van de soort, ricki, betekent 'van Rick', ter ere van Rick French, de eigenaar van het Cardabia-station. In 2005 werd de tweede soort Cardabiodon venator beschreven aan de hand van type-exemplaren bestaande uit in totaal zevenendertig tanden die waren teruggevonden in een plaats van de Fairport-afzetting van de Carlile Shale nabij Mosby, Montana, een formatie die is gedateerd op ongeveer 92-91 miljoen jaar geleden. Het specifieke epitheton venator van deze soort is een Latijns woord dat 'jager' betekent en verwijst naar de veronderstelde positie van Cardabiodon venator als een toproofdier aan of nabij de top van de voedselketen.
Vóór Siverson's benoeming van Cardabiodon, zijn zijn tanden in het verleden beschreven onder twee nu synonieme taxa. De oorspronkelijke beschrijving werd in 1957 gemaakt door de Sovjet-paleontoloog Leonid Glickman, waar hij het taxon Pseudoisurus tomosus beschreef op basis van vier tanden uit de Saratov-oblast. Eerder in 1894 beschreef Sir Arthur Smith Woodward een associatie van vijfentwintig tanden uit het Krijt rond Maidstone, Engeland onder het taxon Lamna appendiculata (Cretalamna appendiculata), waarvan paleontoloog Jaques Herman in 1977 ontdekte dat het eigenlijk betrekking had op een nieuwe soort en hij benoemde het taxon Cretolamna woodwardi. In 1996 synoniemeerde Siverson Cretolamna woodwardi met Pseudoisurus tomosus, nadat hij had ontdekt dat hun aangewezen type-exemplaren tot dezelfde soort behoorden. Later in 1999 beoordeelde Siverson de taxonomie van Pseudoisurus tomosus opnieuw en concludeerde dat de syntypen verloren waren gegaan, waardoor het een nomen dubium zou zijn geworden. Hij ontdekte ook dat de voormalige Cretalamna woodwardi eigenlijk twee verschillende soorten haaien vertegenwoordigt, wat waarschijnlijk ook het geval was voor Pseudoisurus tomosus. De eerste was Cardabiodon ricki (die hij al beschreef met behulp van WAM.96.4.45), en de andere werd toegewezen aan het taxon Dwardius woodwardi.

## Classificatie en evolutie
Cardabiodon was een unieke haai die zich onderscheidde door een unieke tandstructuur. Desalniettemin wordt het nog steeds in de orde Lamniformes geplaatst als een makreelhaai vanwege het bezit van voor makreelhaaien exclusieve wervel- en wezenlijke gebitskenmerken. Om de unieke tandstructuur van Cardabiodon recht te doen, richtte Siverson de familie Cardabiodontidae op en plaatste het taxon, samen met de uitgestorven haai Parotodus uit het Cenozoïcum erin. Later zou hij echter zelf het plaatsen van Parotodus in de familie problematisch achten, voornamelijk daarbij verwijzend naar een fossiele kloof van ongeveer zestig miljoen jaar tussen Parotodus en Cardabiodon. Een andere haai uit het Laat-Krijt, Dwardius, wiens tanden sterk lijken op die van Cardabiodon, zou ook in de familie worden geplaatst. Een voorstel, gedaan voor een nauwe verwantschap tussen de twee en de mogelijkheid dat ze synonieme geslachten zijn, is naar voren gebracht door een studie uit 2010 onder leiding van paleontoloog Todd D. Cook. Siverson beklemtoonde echter de onwaarschijnlijkheid van het laatste voorstel door tegenstrijdige evolutionaire trends op te merken, zoals de geleidelijke afname van laterale 'cusplets' bij Cardabiodon door de tijd heen in vergelijking met de geleidelijke toename ervan bij Dwardius, maar was het ermee eens dat de twee geslachten nog steeds nauw verwant waren. De fylogenetische plaatsing van de Cardabiodontidae is onzeker en moet nog definitief worden vastgesteld. Er werd ontdekt dat een tand van Cardabiodon ricki, teruggevonden in afzettingen in Alberta die dateren van ongeveer 93 miljoen jaar geleden, kenmerken bevatte die gewoonlijk worden aangetroffen bij Cardabiodon venator, wat duidt op een chronospecies-verwantschap tussen de twee soorten, waarbij de tand een overgangsmorfotype vertegenwoordigt.

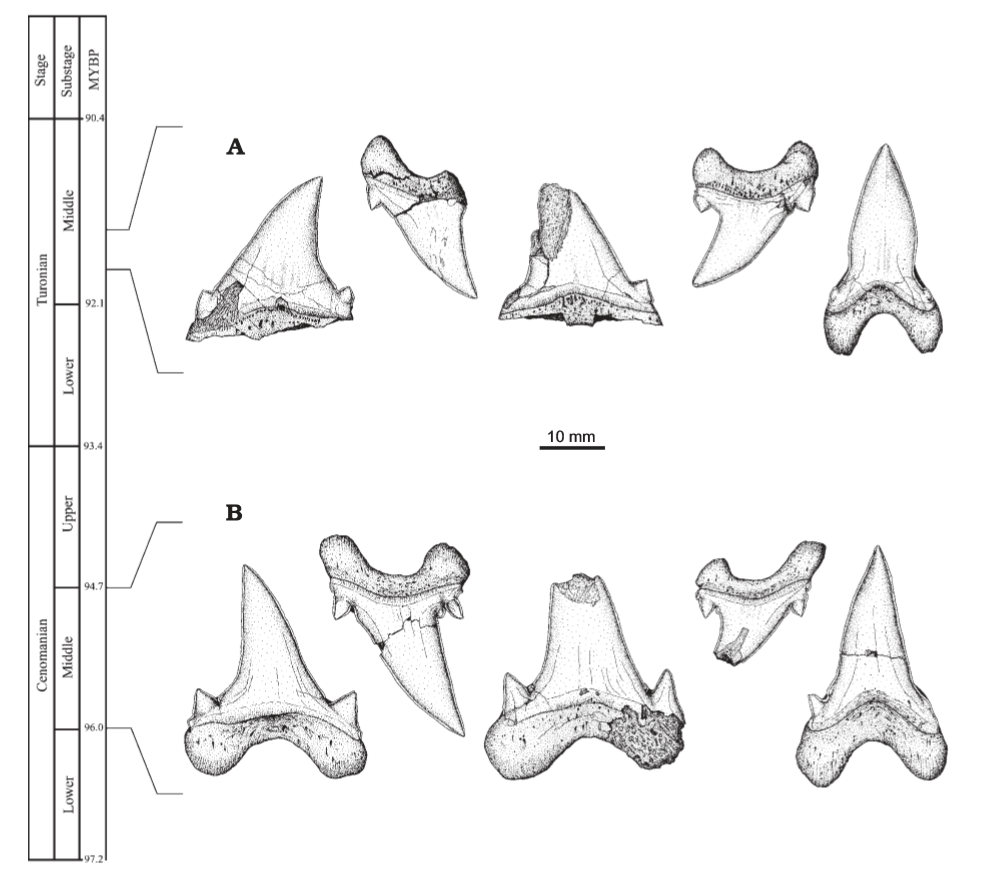
De tanden en ouderdom van de twee soorten

Hoewel de Cardabiodontidae alleen de twee geslachten Cardabiodon en Dwardius bevatten, zijn er verschillende fossielen van onbeschreven cardabiodonten uit eerdere perioden bekend. De meest opvallende daarvan is een gebit gevonden nabij zeer grote wervels, daterend uit het Albien van 105 miljoen jaar geleden uit de Toolebuc-formatie in Queensland, die toebehoorden aan een individu dat naar schatting acht tot negen meter lang was. In een blogdiscussie merkte Siverson op dat de tanden van het specimen uit het Albien minder robuust zijn dan die van andere tophaaien uit het Krijt, zoals Cretoxyrhina. Hij suggereerde dat een evolutionaire trend van de Cardabiodontidae wordt gekenmerkt door een vermindering van de lichaamsgrootte en -lengte, een vermindering van het aantal tanden per kaaklijn, een toename van de robuustheid van tanden (inclusief een grotere robuustheid van de wortel en verwijding van de kroon). en een vermindering van laterale 'cusplets' (kleine geëmailleerde knobbels die verschijnen aan de basis van de hoofdkroon van de tand).

## Beschrijving
Cardabiodon ricki werd geschat op 5,5 meter via vergelijkingen met de wervels van een moderne grote witte haai van dezelfde lengte, terwijl Cardabiodon venator werd geschat op vijf meter op basis van gebitskenmerken, waardoor Cardabiodon een van de grootste bekende haaien is. Het fossielenbestand is erg schaars, maar bestaat momenteel uit tanden, wervels en schubben, wat gebruikelijk is omdat het kraakbeen bij haaien niet goed bewaard blijft tijdens fossilisatie, hoewel wervels soms kunnen worden bewaard als ze verharden door verkalking.
De huid van Cardabiodon was bedekt met druppelvormige geëmailleerde placoïde schubben, bekleed met zes tot acht parallelle groeven die elk opstaande buigingen bezaten. Bij een individu van 2,5–3,8 meter lang, zouden deze schubben variëren van 0,3–0,7 millimeter in maximale afmetingen. Schubben met groeven en buigingen zijn efficiënt in het verminderen van de hydrodynamische weerstand en zijn gecorreleerd met het zwemvermogen van de haai die ze bezit, wat gebruikelijk is bij snel zwemmende haaien zoals leden van Lamnidae. Dit betekent dat het waarschijnlijk is dat ook Cardabiodon in staat was om snel te zwemmen en zo beweeglijke prooien te achtervolgen.
De wervels waren robuust. Het corpus calcareum en de radiale lamellen, de twee buitenste lagen van een wervel van een makreelhaai, die verband houden met de relatie tussen lengte en gewicht, waren dikker dan die van andere grote roofzuchtige makreelhaaien, wat suggereert dat Cardabiodon aanzienlijk zwaarder en meer gedrongen was, hoewel nog geen schatting van het gewicht is gedaan. De wervelkolom was stijf en spoelvormig, wat weinig flexibel maar efficiënt zou zijn om snel te zwemmen. Cardabiodon had ook een groter lichaam in verhouding tot zijn tanden.

### Gebit

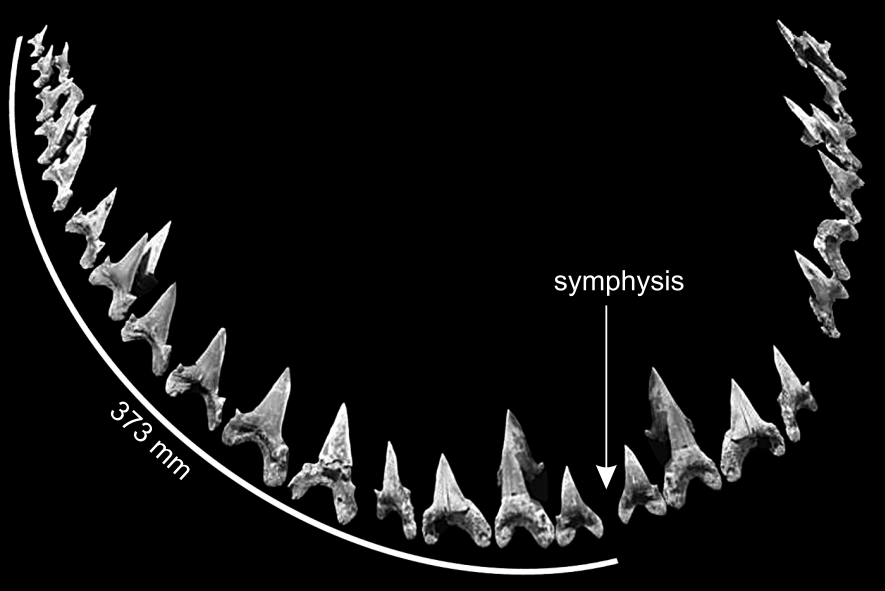
Ondergebit van C. ricki

Cardabiodon bezat de fundamentele gebitskenmerken voor een makreelhaai. De tandstructuur was heterodont, wat betekent dat er veel tandmorfologieën aanwezig waren. Diagnostische kenmerken van tanden van Cardabiodon zijn onder meer sterk bilabiale wortels, robuuste kronen die bijna symmetrisch rechtopstaand of distaal gebogen zijn, zichtbare en grote tandhalzen, niet-gekartelde snijranden en laterale 'cusplets'. De linguale zijde, de zijde die naar de mond is gericht, vertoont een massief convexe wortel met kleine voedingsporiën. De kroon aan de labiale zijde, die naar buiten is gericht, vertoont uitstulping.
Tanden van Cardabiodon zijn van gemiddelde grootte. De grootste tandexemplaren van Cardabiodon ricki zijn afkomstig van het holotype. De voorste tanden meten tot 3,67 centimeter in maximale schuine hoogte, terwijl het eerste paar onderste lateroposteralen groter is en tot 3,98 centimeter meten in maximale schuine hoogte. Tanden van Cardabiodon venator zijn iets kleiner, waarbij de grootste bekende tand die is ontdekt een voorste tand is van 3,26 centimeter in maximale schuine hoogte, maar ze zijn wel veel omvangrijker en dikker. Cardabiodon venator heeft ook aanzienlijk kortere laterale 'cusplets' in vergelijking met Cardabiodon ricki.
Siverson reconstrueerde een kunstmatige tandformule op basis van de honderdvier tanden van het Cardabiodon ricki-holotype, die hij in een paper uit 2015 herzag nadat hij tot de conclusie was gekomen dat hij het aantal ontbrekende tanden in de onderkaak had overschat. De tandformule op basis van deze studies is S2.A2.I1.LP14/S1.A2.I1.LP12
Dit betekent dat Cardabiodon voornamelijk vier soorten tanden in zijn gebit had, gerangschikt van voor naar achter: symphysiale, voorste tanden, tussentanden en lateroposterale. De tandstructuur van Cardabiodon is uniek en onvergelijkbaar met enige andere bekende bestaande of uitgestorven haai. In de onderkaak neemt de grootte van de tanden abrupt toe en piekt bij de eerste lateroposterale tand. Dit is in tegenstelling tot meer algemene gebitsstructuren van makreelhaaien waarbij de tandgrootte geleidelijk afneemt naarmate deze overgaat van anterieur naar posterieur (met uitzondering van de kleinere symphysiale en tussenliggende tanden). De ondertanden zijn ook breder dan de tanden in de bovenkaak, terwijl de boventanden breder zijn bij generieke makreelhaaien. De omtrek van de onderkaakbeet van het Cardabiodon ricki-holotype werd gemeten als 746 millimeter.
Een alternatieve tandformule werd gereconstrueerd uit een bijbehorend losstaand gebit dat werd geïdentificeerd als Cardabiodon sp. van de Carlile Shale in Kansas, namelijk S1?.A2.I1.LP6/S1?.A2.I1?.LP8. De studie die de formule opstelde, was bedoeld om meer consistent te zijn met de algemene structuur van makreelhaaien, in tegenstelling tot die gereconstrueerd door Siverson, wat de wetenschappers die de reconstructie maakten met enige voorzichtigheid uitten vanwege inconsistenties met betrekking tot de generieke tandstructuur van makreelhaaien. Beide zijn echter nog steeds hypothetisch vanwege de onsamenhangende aard van de gebruikte fossiele tanden.

## Paleobiologie

### Levensgeschiedenis

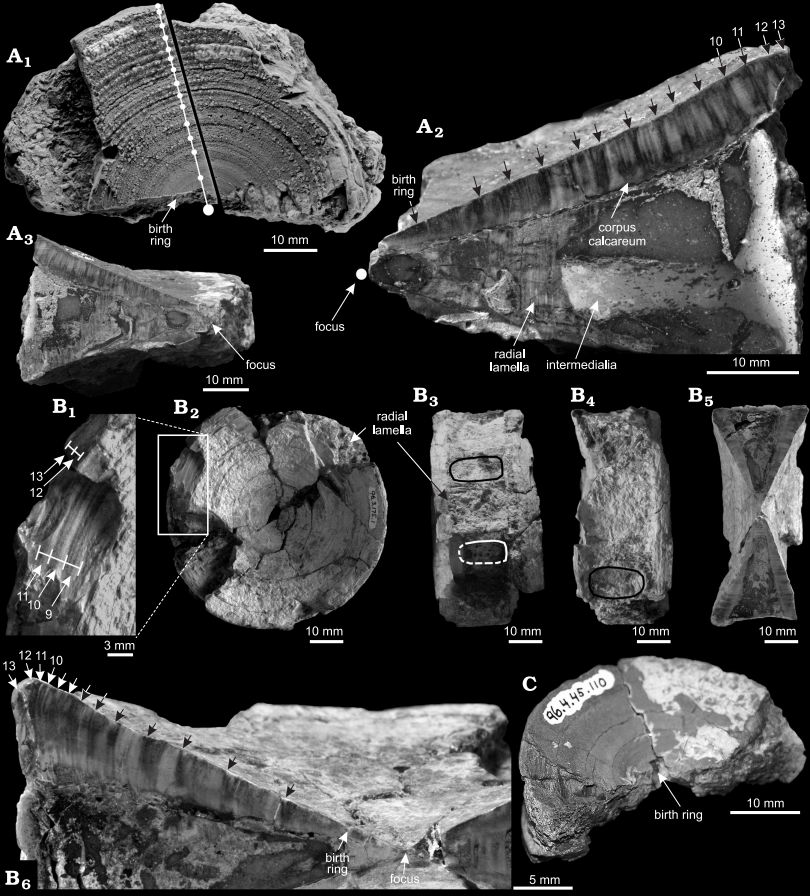
Groeiringen

Zoals alle makreelhaaien groeide bij Cardabiodon elk jaar een jaarring in zijn wervels en kan zijn leeftijd vastgesteld worden door elke band te meten. Er is echter maar van weinig individuen van Cardabiodon de ouderdom bepaald gezien de zeldzaamheid van goed bewaarde wervels. De ontogenie van Cardabiodon ricki werd berekend met behulp van de wervels van drie verschillende prevolwassen individuen en een losse tand van een pasgeborene. In vergelijking met de ontogenetische gegevens van Cretoxyrhina mantelli en Archaeolamna kopingensis, suggereerden de wervels van Cardabiodon ricki dat de totale lengte bij de geboorte kleiner was dan die van die twee haaien, tussen de eenenveertig en zesenzeventig centimeter. Hij groeide met een gemiddelde snelheid van 29,9 centimeter per jaar vergeleken met de veel snellere gemiddelde groeisnelheid van Cardabiodon mantelli van 40,7 centimeter per jaar en de lagere snelheid van Archaeolamna kopingensis met 6,2 centimeter per jaar. Alle drie de wervelspecimina vertoonden dertien jaarringen, wat betekent dat de individuen ongeveer dertien jaar oud werden. Een langzamere groeisnelheid dan Cardabiodon mantelli suggereerde echter een onbepaalbare maximale levensduur van meer dan dertien jaar, en dat de gevonden leeftijden bij de exemplaren het gevolg waren van vroegtijdig overlijden. Rond de vijfde tot zevende groeiring bij de drie exemplaren is er een groeiverandering, wat suggereert dat Cardabiodon ricki geslachtsrijp werd rond de leeftijd van vijf tot zeven jaar.

## Paleo-ecologie

### Antitropische verspreiding

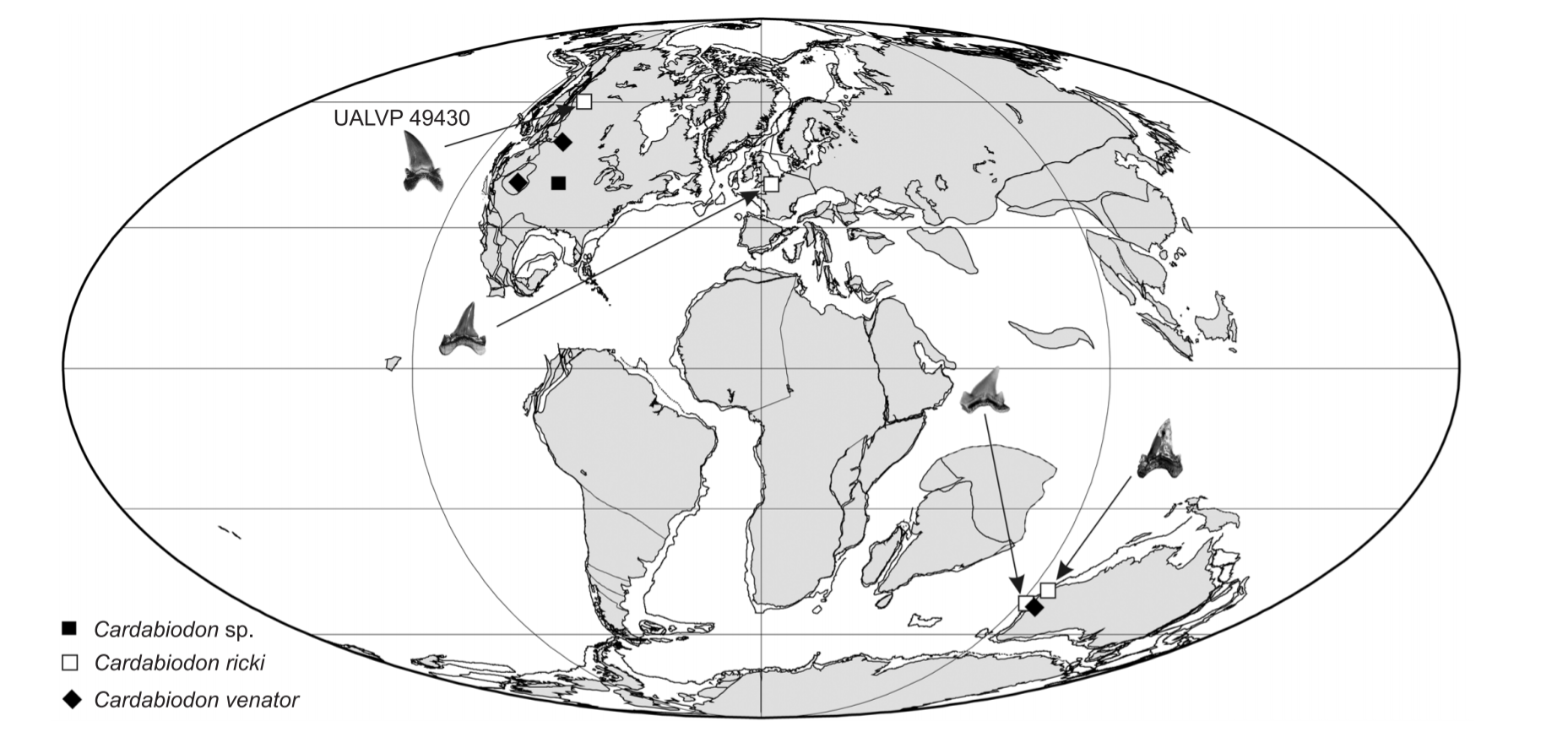
De vindplaatsen

Fossielen van Cardabiodon zijn gevonden in Canada, het middenwesten van de Verenigde Staten, Engeland, West-Australië, en Kazachstan. In het verleden werd gesuggereerd dat Cardabiodon mogelijk een antitropische verspreiding had, dus slechts voorkomend op gematigde breedten van het noordelijk en zuidelijk halfrond, aangezien deze plaatsen tussen veertig en zestig graden paleolatitude lagen, wat het bereik nabootste van de gevestigde antitropische haringhaai, die alleen leefde tussen dertig graden en zestig graden noorderbreedte. Dit werd bevestigd door een onderzoek uit 2010 waaruit bleek dat de breedtegraad en het temperatuurbereik van het zeeoppervlak tussen de twee bijna hetzelfde waren. Uit de studie bleek ook dat de fossielen op de hoogste breedtegraad van Cardabiodon dateerden net voor de warmste periode in het Laat-Krijt, ongeveer 93 miljoen jaar geleden, bekend als het Cenomanien-Turonien Thermal Optimum, wat duidt op een verschuiving in de verspreiding verder naar het noorden als gevolg van stijgende temperaturen en tropische omgevingen. Er is vastgesteld dat het temperatuurbereik van het zeeoppervlak bij Cardabiodon 17,5–24,2 graden Celsius bedroeg. Er is gesuggereerd dat Cardabiodon mogelijk van het ene halfrond naar het andere kon gaan door diepere en dus koelere wateren over te steken. Dit is waargenomen bij moderne reuzenhaaien, een andere antitropische haai, die tussen halfronden migreert door koelere isotherme paden te volgen naar diepe tropische wateren waar de temperaturen vergelijkbaar zijn met het normale bereik van de reuzenhaai. Hoewel er geen fossielen van Cardabiodon zijn gevonden buiten het afgeleide bereik, wordt dit voorstel ondersteund door het voorkomen van tanden van Cardabiodon in diepwaterafzettingen rond het laagste paleolatitudinale bereik.

### Habitat
De antitropische verspreiding van Cardabiodon suggereert dat het voornamelijk leefde in gematigde en uit de kust liggende, maar matig diepe binnen- tot midden-neritische wateren. De meeste fossielen komen uit Noord-Amerika. In Noord-Amerika worden fossielen van Cardabiodon venator voornamelijk gevonden in de zuidelijke helft van de Western Interior Seaway, die een warmer gematigd klimaat had; ze zijn zelden te vinden in de noordelijke helft. Hoewel hij in de koudere zeetemperaturen van 17,5-24,2 graden Celsius heeft geleefd, bestond Cardabiodon gelijktijdig met de Cenomanian-Turonian Thermal Optimum, wat leidde tot een verandering in biodiversiteit en uiterlijk en uitstraling van een nieuwe fauna zoals mosasauriërs. Vindplaatsen uit het Cenomanien in de Western Interior Seaway hebben verschillende gewervelde zeedieren opgeleverd die naast Cardabiodon leefden, waarop de haai, vermoedelijk als een toproofdier, mogelijk heeft gejaagd. Deze omvatten veel haaien, waaronder makreelhaaien zoals Cretodus, Cretalamna, Protolamna en Cretoxyrhina; anacorazuriden als Squalicorax; hybodontiden als Ptychodus en Hybodus; grote beenvissen als Protosphyraena, Pachyrhizodus, Enchodus en Xiphactinus; zeevogels als Pasquiaornis en Ichthyornis; mariene reptielen zoals elasmosauride en polycotylide plesiosauriërs; de pliosauriër Brachauchenius lucasi, protostegide zeeschildpadden en dolichosauriden als Coniasaurus crassidens. De Gearle Siltstone in West-Australië werd voornamelijk gedomineerd door Cretalamna, maar andere haaien zoals Squalicorax, Archaeolamna, Paraisurus, Notorynchus, Leptostyrax en Carcharias waren aanwezig. Fragmentaire overblijfselen van pliosauriërs zijn ook bekend uit de formatie. Andere delen van West-Australië werden tijdens de Cenomanien ook bewoond door ichthyosauriërs zoals Platypterygius. Benthische fauna was rond deze tijd zeldzaam, vooral in de meer noordelijke wateren die Cardabiodon bewoonde. Dit was voornamelijk te wijten aan lagere zuurstofniveaus veroorzaakt door de Cenomanien-Turonien anoxische gebeurtenis die leidde tot het uitsterven van maar liefst zevenentwintig procent van alle ongewervelde zeedieren.

### Kraamkamers

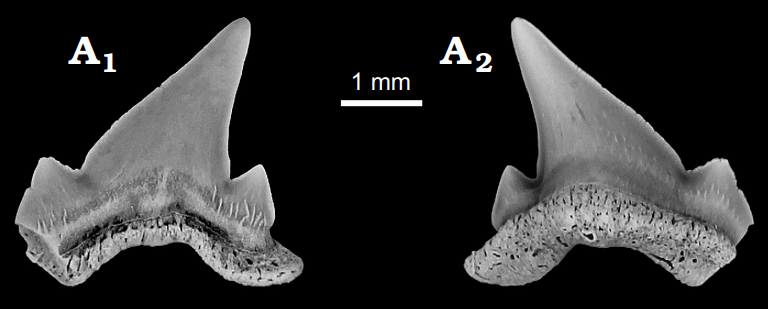
Tanden van een jong dier

Zoals veel moderne haaien, maakte Cardabiodon gebruik van kraamkamers om jongen te baren en groot te brengen, wat idealiter ondiepe wateren zouden zijn die bescherming bieden tegen natuurlijke roofdieren. Een gebied van de Carlile Shale nabij Mosby, Montana, is geïdentificeerd als een kraamkamer vanwege de rijke prevalentie van juveniele fossielen van Cardabiodon. Andere vindplaatsen in de Western Interior Seaway-regio van Noord-Amerika, waaronder de Kaskapau-formatie in het noordwesten van Alberta en de Greenhorn-kalksteen in centraal Kansas, hebben ook fossielen van jonge exemplaren gemeld. Omdat dergelijke fossielen elders grotendeels ontbreken, heeft dit geleid tot de suggestie dat de Western Interior Seaway als geheel mogelijk heeft gediend als kraamkamer voor Cardabion.